# Twierdza Magdeburg

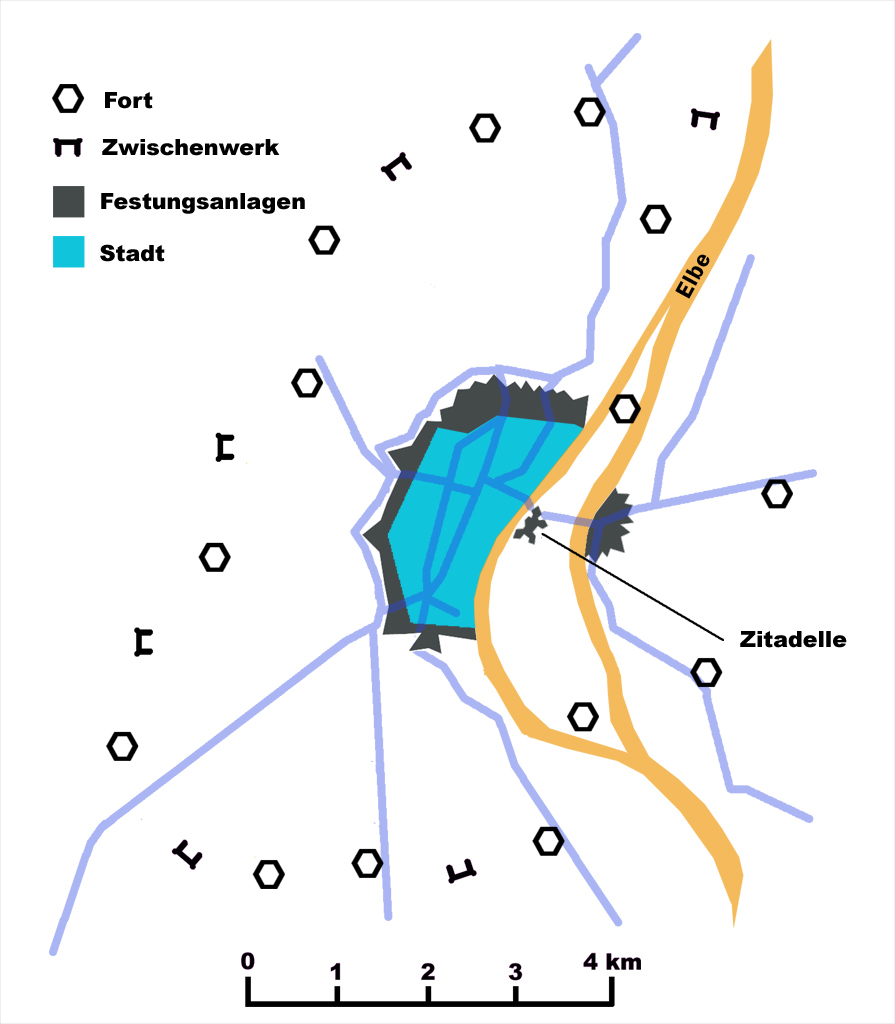

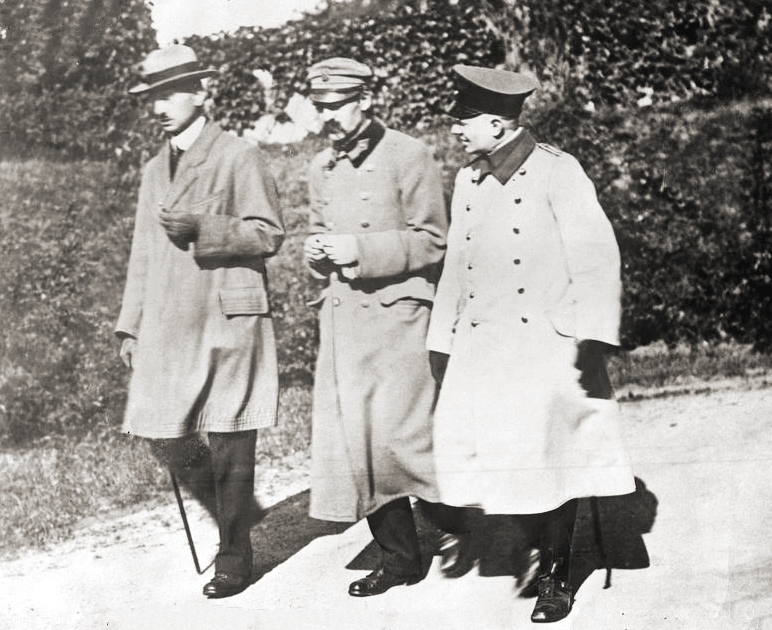
Józef Piłsudski i Kazimierz Sosnkowski podczas internowania w twierdzy magdeburskiej

Twierdza Magdeburg (niem. Festung Magdeburg) – dawna twierdza pruska w Magdeburgu.
Budowę twierdzy rozpoczęto na początku XVIII wieku, wznosząc cytadelę na wyspie na Łabie. W późniejszym okresie rozbudowywano ją, przekształcając w drugiej połowie XIX wieku w twierdzę fortową. Przez cały okres swojego istnienia twierdza w Magdeburgu była jedną z najpotężniejszych twierdz pruskich, a później niemieckich. W 1912 została zlikwidowana, a większość jej obiektów rozebrana.
Po kryzysie przysięgowym, od lata 1917 do 6 listopada 1918, w twierdzy więziony był Józef Piłsudski, a od sierpnia 1918 także Kazimierz Sosnkowski.